# One in a million
「One in a million」（ワンインアミリオン）は、日本のアイドル、山下智久の3枚目のソロシングル。

## 概要
- セカンドシングル「Loveless」から約8ヶ月ぶりとなる、3枚目のソロシングル。
- 初回盤A・Bと通常盤の3種リリース。初回盤Aには、前年開催された自身初のソロコンサートの模様が収録されたDVDが付属。初回盤Bと通常盤は、CD収録楽曲がそれぞれ異なる。
- 通常盤収録の「World is yours」は山下本人による作詞作曲である。

## 収録曲

### CD

#### 通常盤
1. One in a million
作詞：H.U.B. 作曲：Alfred Tuohey / Vincent Stein / Mimoza Blinsson 編曲：Alfred Tuohey / Vincent Stein
2. 口づけでアディオス
作詞：zopp 作曲・編曲：長岡成貢
3. My Dear
作詞・作曲：伊橋成哉 編曲：齋藤真也
4. World is yours
作詞・作曲：山下智久 編曲：ヒロイズム
5. One in a million（Instrumental）

#### 初回生産限定盤A
1. One in a million
2. 口づけでアディオス

#### 初回生産限定盤B
1. One in a million
2. 口づけでアディオス
3. Flavor Favor For You
作詞：Hacchin' Maya 作曲：ヒロイズム 編曲：中西亮輔

### DVD「TOMOHISA YAMASHITA “SHORT BUT SWEET” 2009.11.23」
※初回生産限定盤Aのみ
1. OVERTURE
2. MOLA（R-midwest REMIX）
3. Yours Baby
4. Run From You
5. Crush On You
6. 青
7. SNOW EXPRESS
8. ME
9. Loveless
10. 抱いてセニョリータ
11. カラフル
12. 向日葵
13. Dance Jam
14. MESSAGE